# Simon Moser (Eishockeyspieler)
Simon Moser (* 10. März 1989 in Bern) ist ein Schweizer Eishockeyspieler, der seit Juli 2014 beim SC Bern aus der National League unter Vertrag steht und dort auf der Position des linken Flügelstürmers spielt. Sein Bruder Christian Moser ist ebenfalls ein professioneller Eishockeyspieler.

## Karriere
Simon Moser begann seine Karriere als Eishockeyspieler in der Nachwuchsabteilung der SCL Tigers, für die er in der Saison 2007/08 sein Debüt in der National League A gab. Im Jahr zuvor war er Top-Scorer der Elite-A-Junioren, der höchsten Nachwuchsliga des Schweizer Eishockeys, geworden. In seinen ersten beiden Jahren im Profibereich kam der Flügelspieler zudem für die Schweizer U20-Eishockeynationalmannschaft und den HC Martigny in der National League B zum Einsatz. Seit der Saison 2009/10 stand Moser ausschliesslich für die SCL Tigers in der NLA auf dem Eis. 2011 erreichte er mit den SCL Tigers das erste Mal in der Klubgeschichte die Playoffs. Moser war einer der Hauptverantwortlichen für diesen Erfolg. 2012 wurde er von den Chicago Blackhawks für das Trainingscamp eingeladen. An der Weltmeisterschaft 2012 riss er sich das Kreuzband, weshalb er das Trainingscamp absagen musste und ein halbes Jahr ausfiel.
Nachdem das Team 2013 in die National League B abgestiegen war, gab Moser bekannt, dass er den Klub verlassen wird. Nach einer hervorragenden Weltmeisterschaft 2013 wurde er erneut in ein Trainingscamp eines NHL-Teams eingeladen, dieses Mal von den Nashville Predators. Dort unterschrieb er am 30. September 2013 einen Ein-Jahres-Vertrag und wurde in der Folge vor allem im Farmteam der Predators, den Milwaukee Admirals, eingesetzt. Im Juli 2014 unterschrieb er einen Vertrag beim SC Bern, mit dem er 2015 den Schweizer Cup und ein Jahr später den Meistertitel gewann. In der darauffolgenden Saison konnte man den Titel verteidigen. Dies war zuletzt den ZSC Lions im Jahr 2001 gelungen. Im August 2017 verlängerte Moser seinen Vertrag um sechs weitere Saisons und wurde zum neuen Captain ernannt. Im Vertrag enthalten war eine Ausstiegsklausel, hätte er ein Angebot eines NHL-Clubs erhalten.
Nachdem der SC Bern die NLA-Qualifikation auch in der Saison 2017/18 gewonnen hatte, folgte im Playoff-Halbfinal das Aus gegen die ZSC Lions. In der Saison 2018/19 gewann der SC Bern zum dritten Mal in Folge die NLA-Qualifikation. In den anschliessenden Playoffs gewann der Club nach drei hartumkämpften Serien den 16. Meistertitel der Vereinsgeschichte.

### International
Für die Schweiz nahm Moser im Juniorenbereich an der U18-Junioren-Weltmeisterschaft 2007 sowie der U20-Junioren-Weltmeisterschaft der Division I 2009 teil.
Im Seniorenbereich stand er im Aufgebot seines Landes bei den Weltmeisterschaften der Top-Division 2011 und 2012. Bei der Weltmeisterschaft 2013 in Stockholm und Helsinki war er erneut Teil der Nationalmannschaft und errang mit dieser die Silbermedaille. Anschließend vertrat er die Eidgenossem auch bei den Weltmeisterschaften 2014 und 2016. Zudem spielte er für seine Farben auch bei den Olympischen Winterspielen 2014 in Sotschi. Eine weitere Silbermedaille gewann der Stürmer bei der Weltmeisterschaft 2018.

## Erfolge und Auszeichnungen
| - 2007 Topscorer der Elite-Junioren-A-Hauptrunde - 2015 Schweizer Cupsieger mit dem SC Bern - 2016 Schweizer Meister mit dem SC Bern | - 2017 Schweizer Meister mit dem SC Bern - 2019 Schweizer Meister mit dem SC Bern - 2021 Schweizer Cupsieger mit dem SC Bern |

### International
- 2009 Aufstieg in die Top-Division bei der U20-Junioren-Weltmeisterschaft der Division I
- 2013 Silbermedaille bei der Weltmeisterschaft
- 2018 Silbermedaille bei der Weltmeisterschaft

## Karrierestatistik
Stand: Ende der Saison 2024/25

### International
Vertrat die Schweiz bei:
| - U18-Junioren-Weltmeisterschaft 2007 - U20-Junioren-Weltmeisterschaft der Division I 2009 - Weltmeisterschaft 2011 - Weltmeisterschaft 2012 - Weltmeisterschaft 2013 - Olympischen Winterspielen 2014 | - Weltmeisterschaft 2014 - Weltmeisterschaft 2016 - Olympischen Winterspielen 2018 - Weltmeisterschaft 2018 - Weltmeisterschaft 2019 - Olympischen Winterspielen 2022 |

(Legende zur Spielerstatistik: Sp oder GP = absolvierte Spiele; T oder G = erzielte Tore; V oder A = erzielte Assists; Pkt oder Pts = erzielte Scorerpunkte; SM oder PIM = erhaltene Strafminuten; +/− = Plus/Minus-Bilanz; PP = erzielte Überzahltore; SH = erzielte Unterzahltore; GW = erzielte Siegtore; 1 Play-downs/Relegation; Kursiv: Statistik nicht vollständig)